# Herb Jeffries
Herb Jeffries (Detroit, 24 de setembro de 1913 — Los Angeles, 25 de maio de 2014) foi um ator, cantor e compositor norte-americano.

## Filmografia
- Harlem on the Prairie (1937)
- Two-Gun Man from Harlem (1938)
- Harlem Rides the Range (1939)
- The Bronze Buckaroo (1939)
- Calypso Joe (1957)
- Chrome and Hot Leather (1971)
- Portrait of a Hitman (1977)
- Awake: The Life of Yogananda (2014)

## Discografia
- Magenta Moods (Exclusive, 1950)
- Just Jeffries (Mercury, 1951)
- Flamingo (Coral, 1952)
- The Singing Prophet (Olympic, 1954)
- Jamaica (RKO, 1956)
- Say It Isn't So (Bethlehem, 1957)
- Herb Jeffries (Harmony, 1957)
- Devil Is a Woman (Golden Tone, 1957)
- Passion (Brunswick, 1957)
- I Remember the Bing (Dobre, 1978)
- I've Got the World on a String (Discovery, 1989)
- The Bronze Buckaroo (Rides Again) (Warner Western 1995)
- The Duke and I (2012)